# Liste des souverains lombards
Cet article dresse la liste chronologique des souverains lombards. La plupart des informations que nous avons viennent de l'Origo gentis Langobardorum et de l’Histoire des Lombards de Paul Diacre, moine lombard d'Italie au VIIIe siècle. Y subsistent donc une grande part de légendes, d'incohérences historiques et de datations incertaines, surtout concernant la période de migrations ayant précédé l'entrée en Italie.

## Grandes migrations
Note : jusqu'à leur entrée en Italie, les chefs lombards sont semi-légendaires ; on ignore quel titre exact ils portaient et s'ils en portaient un même, même si la tradition lombarde du royaume d'Italie leur attribue le titre de Duc.
 Avertissement concernant les noms propres du haut Moyen Âge
De nombreuses graphies existent pour les noms propres germaniques de cette période : celles-ci sont dues soit aux scribes, soit à l'évolution de la langue durant la période qui s'étend du Ve siècle au VIIIe siècle, soit aux historiographies française et allemande du XIXe siècle.
Si la graphie la plus proche du nom original est préférable, lorsqu'une graphie moderne est d'usage courant – en particulier dans le cas de personnages célèbres – cette dernière est ici privilégiée pour des raisons de cohérence des liens.
Dans ce cas, la forme la plus courante dans l'historiographie française est utilisée en priorité : la forme germanique ou latine est citée entre parenthèses et en italique. Exemple : Clovis (Chlodowech).

### Chefs légendaires
| Portrait | Nom                     | Règne   | Dynastie | Domaine                                             | Notes sur le règne                                                                 |
| --- | ----------------------- | ------- | -------- | --------------------------------------------------- | ---------------------------------------------------------------------------------- |
| Les chefs légendaires lombards Ibor et Agio dans l'ouvrage "Prosopographiae heroum atque illustrium uirorum totius Germaniae" d'Heinricus Pantaleon (1565) | Les frères Ibor et Agio | Inconnu | N/A      | Sud de la Scandinavie (Scanie ?) ; Région de l'Elbe | Rois légendaires, organisent la migration des Lombards de Scandinavie en Germanie. |

### Guingicides (IVe siècle)
| Portrait | Nom      | Règne                     | Domaine                         | Notes sur le règne |
| --- | -------- | ------------------------- | ------------------------------- | --- |
| Le roi légendaire Agelmund dans l'ouvrage "Prosopographiae heroum atque illustrium uirorum totius Germaniae" d'Heinricus Pantaleon (1565) | Agelmund | IVe siècle (~340 - 370 ?) | Région de l'Elbe ; Moyen Danube | Premier souverain des Lombards émancipé de la tutelle saxonne, élu par une assemblée de guerriers. Organise la migration de l'Elbe au Danube. Meurt tué par un raid de Bulgares (ou plus probablement de Huns). |
| | Lamissio | IVe siècle (~370 - 400 ?) | Danube, Nord de la Norique      | Fils adoptif d'Agelmund, élu. Vainqueur contre les Huns, il sauve de justesse les Lombards de l'extinction. |

### Lethinguides (Ve siècle - env. 547)
| Portrait | Nom      | Règne                                       | Domaine                                             | Notes sur le règne |
| -------- | -------- | ------------------------------------------- | --------------------------------------------------- | --- |
|          | Lethuoc  | Première moitié du Ve siècle (~400 - 440 ?) | Danube, Nord de la Norique                          | Très peu d'informations sur l'accession et le règne propre de Lethuoc, bien qu'il ait probablement été élu à la mort de Lamissio. Passage à une monarchie héréditaire. |
|          | Hilduoc  | Milieu du Ve siècle (~440 - 470 ?)          | Danube, Nord de la Norique                          | Quatrième fils de Lethuoc. |
|          | Goduoc   | Seconde moitié du Ve siècle (~470 - 478 ?)  | Danube, Nord de la Norique ; Rugiland (en)(Norique) | Frère cadet d'Hilduoc. Profite de la chute de l'Italie aux mains d'Odoacre et la disparition des Ruges pour s'installer plus profondément en Norique. |
|          | Claffo   | ~478 - env. 490                             | Rugiland (en)(Norique)                              | Fils de Goduoc. Sous son règne, les Lombards sont peut-être vassaux des Hérules. |
|          | Tatto    | env. 490 - env. 510                         | Rugiland (en)(Norique) ; Panonnie                   | Fils de Claffo. Installe les Lombards dans la plaine de Pannonie, entre en conflit avec les Hérules et conquiert leur royaume. Il est assassiné par son neveu Waccho. |
|          | Waccho   | env. 510 - env. 539                         | Nord-Est de la Pannonie Supérieure                  | Neveu de Tatto. Prend le pouvoir en assassinant son oncle, fait assassiner son fils Risiulf réfugié chez les Varnes, faisant fuir son petit-fils Hildegis chez les Gépides. Waccho entretient de bons rapports avec l'Empire Romain d'Orient, se déclarant allié de Justinien dans les guerres ostrogothiques. |
|          | Walthari | env. 539 - env. 546/7                       | Nord-Est de la Pannonie Supérieure                  | Fils de Waccho et de la princesse hérule Salinga. Étant mineur au moment de son accession au trône, c'est Alduin qui assure la régence, puis prend le pouvoir après sa mort (probablement en l'assassinant).                                                                                                   |

### Gausides (env. 547 - env. 561)
| Portrait | Nom    | Règne                                             | Domaine             | Notes sur le règne |
| -------- | ------ | ------------------------------------------------- | ------------------- | --- |
|          | Alduin | env. 539 - 546 (régence) puis env. 547 - env. 561 | Pannonie Inférieure | Régent pour Walthari, il l'assassine probablement vers 547 puis se proclame souverain. Il joue un rôle décisif dans la défaite des Goths par son aide au général Narsès, et bat les Gépides à la bataille d'Asfeld. Il s'installe à l'intérieur de la Pannonie et fédère les Lombards à l'Empire byzantin vers 541, donnant ainsi naissance au Royaume lombard d'Italie. |

## Rois lombards d'Italie

### Gausides (env. 561 - 572)
| Portrait                                          | Nom    | Règne     | Domaine                 | Notes sur le règne | Religion |
| ------------------------------------------------- | ------ | --------- | ----------------------- | --- | -------- |
| Le premier roi Lombard d'Italie, Alboïn (561-572) | Alboïn | 561 - 572 | Panonnie ; Vallée du Pô | Fils d'Alduin, il est considéré comme le fondateur du Royaume des Lombards d'Italie. En 568, il franchit le Frioul et s'installe dans les campagnes d'Italie du Nord. Meurt assassiné |          |

### Dynastie Beleos (572 - 591)
| Portrait                                  | Nom     | Règne     | Domaine | Notes sur le règne  | Religion |
| ----------------------------------------- | ------- | --------- | ------- | ------------------- | -------- |
|                                           | Cleph   | 572 - 574 |         | assassiné           |          |
| Interrègne (574 - 584), ou Règne des Ducs |         |           |         |                     |          |
|                                           | Authari | 584 - 590 |         | rétablit la royauté | Arien    |

### Agilolfides (591 - 626)
| Portrait | Nom      | Règne     | Domaine | Notes sur le règne                     | Religion            |
| -------- | -------- | --------- | ------- | -------------------------------------- | ------------------- |
|          | Agilulf  | 590 - 616 |         |                                        | Catholique (en 603) |
|          | Adaloald | 616 - 626 |         | renversé, exilé et peut-être assassiné | Baptisé en 603      |

### Arioald (626 - 636)
| Portrait | Nom     | Règne     | Domaine | Notes sur le règne | Religion |
| -------- | ------- | --------- | ------- | ------------------ | -------- |
|          | Arioald | 626 - 636 |         |                    | Arien    |

### Harodinges (636 - 653)
| Portrait | Nom     | Règne     | Domaine | Notes sur le règne | Religion |
| -------- | ------- | --------- | ------- | ------------------ | -------- |
|          | Rothari | 636 - 652 |         |                    | Arien    |
|          | Rodoald | 652 - 653 |         | Meurt assassiné    | Arien    |

### Agilolfides (653 - 662)
| Portrait | Nom                  | Règne     | Domaine | Notes sur le règne                                    | Religion    |
| -------- | -------------------- | --------- | ------- | ----------------------------------------------------- | ----------- |
|          | Aripert I            | 653 - 661 |         |                                                       | Catholique  |
|          | Perthari et Godepert | 661 - 662 |         | Renversés, Godepert est assassiné, Perthari est exilé | Catholiques |

### Bénéventiens (662 - 671)
| Portrait | Nom                  | Règne     | Domaine | Notes sur le règne    | Religion  |
| -------- | -------------------- | --------- | ------- | --------------------- | --------- |
|          | Grimoald de Bénévent | 662 - 671 |         | usurpateur            | Arien {?} |
|          | Garibald             | 671       |         | exilé et/ou assassiné |           |

### Agilolfides (671 - 712)
| Portrait | Nom        | Règne                    | Domaine | Notes sur le règne          | Religion                                             |
| -------- | ---------- | ------------------------ | ------- | --------------------------- | ---------------------------------------------------- |
|          | Perthari   | 671 - 688 (second règne) |         | restauré                    | Catholicisme (religion officielle du royaume en 671) |
|          | Cunipert   | 688 - 700                |         | associé au trône depuis 678 |                                                      |
|          | Liutpert   | 700 ; puis 701 - 702     |         | meurt assassiné             |                                                      |
|          | Raginpert  | 700 - 701                |         |                             |                                                      |
|          | Aripert II | 701 ; puis 703 - 712     |         | meurt noyé après sa défaite |                                                      |

### Monarchie non dynastique (712 - 774)
| Portrait | Nom                              | Règne                      | Domaine | Notes sur le règne                                                                                                | Religion |
| -------- | -------------------------------- | -------------------------- | ------- | --- | -------- |
|          | Ansprand                         | 712                        |         | |          |
|          | Liutprand                        | 712 - 744                  |         | |          |
|          | Hildeprand                       | 744                        |         | Associé au trône depuis 737. Détrôné                                                                              |          |
|          | Ratchis                          | 744 - 749 ; puis 756 - 757 |         | Abdique en 749 puis s'exile avec sa famille au Mont-Cassin. Revient au pouvoir en 756, détrôné en 757 par Didier. |          |
|          | Aistolf                          | 749 - 756                  |         | |          |
|          | Didier                           | 757 - 774                  |         | Détrôné par Charlemagne. Meurt cloîtré dans un monastère                                                          |          |
|          | Adalgis (co-roi puis prétendant) | 759                        |         | |          |

## Carolingiens
| Portrait | Nom              | Règne     | Note sur le règne | Religion     |
| -------- | ---------------- | --------- | --- | ------------ |
|          | Charlemagne      | 774 - 814 | roi des Francs et roi des Lombards. | Catholicisme |
|          | Pépin d'Italie   | 781 - 810 | Fils du précédent et héritier du trône des Francs il devient roi d’Italie en 781 même si son père garde une influence sur le royaume potentiellement futur roi des francs il meurt 4 ans avant son père sans héritier légitimes. | Catholicisme |
|          | Bernard d'Italie | 813 - 817 | Fils illégitime du précédent, il devient roi d'Italie en 813 mais il est déposé et aveuglé en 817 par son oncle Louis Ier et meurt en 818 et en 817 la Lombardie est rattaché à l'Italie.                                        | Catholicisme |